# London Borough of Barnet
London Borough of Barnet är en borough (kommun) i de nordvästra delarna av Storbritanniens huvudstad London.
High Barnet (även kallat Chipping Barnet) är en plats inom Barnet. High Barnet ligger cirka 17 kilometer nordnordväst om Charing Cross i centrala London, inom motorvägsringen M25.
Vid High Barnet ägde slaget vid Barnet rum 1471. 1957 omkom den brittiske hornisten Dennis Brain i en trafikolycka i Barnet.
Barnets fotbollslag heter Barnet FC.

## Distrikt
Distrikt som helt eller delvis ligger i Barnet:
- Arkley
- Colindale
- Colney Hatch
- Cockfosters
- Church End
- Cricklewood
- Barnet
- Brunswick Park
- Burnt Oak
- Burroughs
- East Barnet
- East Finchley
- Edgware
- Finchley
- Friern Barnet
- Golders Green
- Grahame Park
- The Hale
- Hampstead Garden Suburb
- Hendon
- The Hyde
- Childs Hill
- Brent Cross
- Monken Hadley
- New Barnet
- New Southgate
- Mill Hill
- Oakleigh Park
- Osidge Barnet
- North Finchley
- Totteridge
- West Hendon
- Whetstone
- Woodside Park